# Переповнення стека
В програмному забезпеченні, переповнення стека (англ. stack overflow) відбувається у випадку коли забагато пам'яті використовується для стека викликів. Стек викликів містить обмежену кількість пам'яті, часто визначену при старті програми. Розмір стека викликів залежить від багатьох факторів, включно з мовою програмування, машинною архітектурою, багатозадачністю і загальним обсягом доступної пам'яті. Коли використовується забагато пам'яті для стека викликів, тоді кажуть, що стек переповнився, зазвичай це виливається в крах програми.  Цей тип помилок зазвичай трапляється в результаті двох помилок програмування.

## Нескінченна рекурсія
Найзвичайніша причина помилки переповнення стека це надзвичайно глибока або нескінченна рекурсія. Деякі мови програмування дозволяють нескінченну рекурсію, наприклад, Scheme, яка дозволяє специфічний тип рекурсії — хвостову рекурсію. Це можливо через непотрібність заштовхування адреси повернення в стек.
Приклад нескінченної рекурсії на C.
```
main
()
 
{

     
main
();

}

```

Функція main, яка завжди виконується першою, викликає сама себе до моменту переповнення стека.

## Занадто великі стекові змінні
Інша важлива причина переповнення стека це спроба виділити у стеку більше пам'яті ніж він може виділити. Зазвичай це відбувається при створені занадто великих локальних змінних. З цієї причини змінні великого розміру бажано розміщати динамічно.
Приклад дуже великої стекової змінної на C.
```
main
()
 
{

     
double
 
x
[
1000000
];

}

```

Цей масив вимагає майже 8 мегабайт пам'яті (припускаємо, що розмір double становить 8), це більше, ніж виділено на стек.
Можливість виникнення цієї помилки збільшується при деяких обставинах. Наприклад, одна й та сама програма при виконанні в одному потоці може працювати добре, а при переході до багатопотоковості програма може зазнавати краху. Це відбувається через те, що кожне завдання буде мати менший розмір стека, ніж один загальний поток в однопотоковому варіанті.

## Дивись також
- Переповнення стекового буфера
- Переповнення буфера
- Стек викликів

## Зноски
1. ↑  
Burley, James Craig (1 червня 1991). Using and Porting GNU Fortran. Архів оригіналу за 5 жовтня 2012. Процитовано 5 вересня 2010.
2. ↑  
Danny, Kalev (5 вересня 2000). Understanding Stack Overflow. Архів оригіналу за 5 жовтня 2012. Процитовано 5 вересня 2010.
3. ↑  
An Introduction to Scheme and its Implementation. 19 лютого 1997. Архів оригіналу за 10 серпня 2007. Процитовано 5 вересня 2010.
4. ↑  
Feldman, Howard (23 листопада 2005). Modern Memory Management, Part 2. Архів оригіналу за 5 жовтня 2012. Процитовано 5 вересня 2010.